# Justicia peninsularis
Justicia peninsularis är en akantusväxtart som beskrevs av J. Gómez-laurito och B.E. Hammel. Justicia peninsularis ingår i släktet Justicia och familjen akantusväxter. Inga underarter finns listade i Catalogue of Life.